# Aleksej Miller

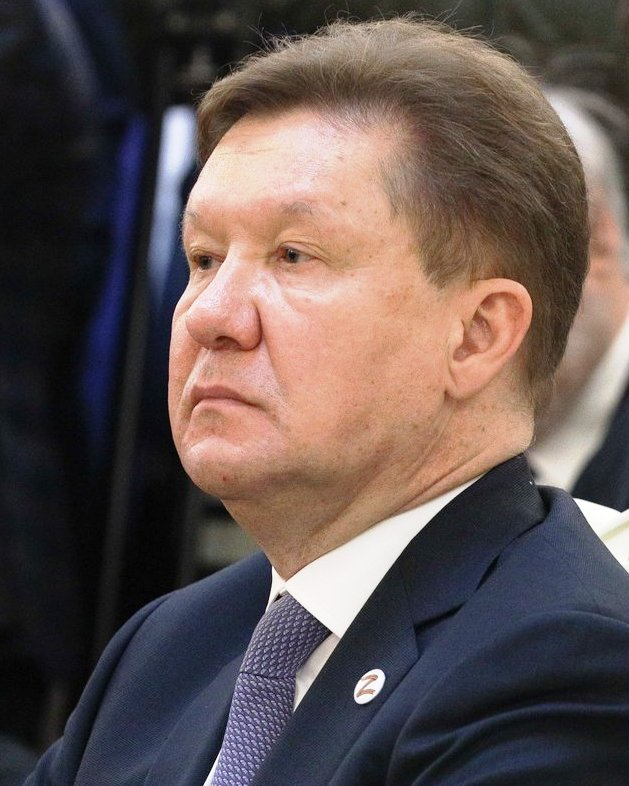
Aleksej Miller, 2022

Aleksej Borisovitsj Miller (Russisch: Алексей Борисович Миллер) (Leningrad, 31 januari 1962) is de voorzitter van de raad van bestuur van het Russische aardgasbedrijf Gazprom.
In 1979 ging hij naar het Financieel en Economisch Instituut van Leningrad (LFEI) en werkte na zijn afstuderen als ingenieur-econoom aan het werkatelier van het algemene plan van het Wetenschappelijk-onderzoeks en projectinstituut van Leningrad voor het woningbouwproject Lenniiprojekt van het uitvoerend comité van de Lengorsovjet (stadsraad van Leningrad). In 1986 begon Miller aan zijn doctoraalstudie (аспирантур) bij het LFEI en na zijn dissertatie in 1989 kreeg hij de titel van kandidat in de Economische Wetenschappen. Hij werd daarop in 1990 junior onderzoeker aan het LFEI. In hetzelfde jaar stond hij tevens aan het hoofd van een onderdeel van de Commissie voor economische hervormingen van het uitvoerend comité van de Lensovjet (raad voor arbeidersafgevaardigden van Leningrad). Van 1991 tot 1996 werkte Miller voor de commissie voor buitenlandse relaties van de stadsraad van Sint-Petersburg, zoals Leningrad weer was gaan heten na het uiteenvallen van de Sovjet-Unie. Miller was tevens hoofd van de divisie voor markttoezicht van het departement voor buitenlandse economische relaties van Sint-Petersburg. Later werd hij hoofd van het departement en vicevoorzitter van de commissie.
Van 1999 tot 2000 was hij algemeen directeur van het Baltisch Pijpleidingsysteem en in 2000 werd hij benoemd tot viceminister van Energie van Rusland. In mei 2001 werd hij door de Russische president Vladimir Poetin tot voorzitter van de raad van bestuur van Gazprom benoemd. Hij volgde daarmee Rem Vjachirev op, die werd afgezet. Van 2001 tot 2005 hield hij zich bezig met de herstructurering van het concern.
Hij wordt beschouwd als een loyale volgeling van Poetin en als een van de machtigste mannen van Rusland.